# Stichopus pseudohorrens
Stichopus pseudohorrens е вид морска краставица от семейство Stichopodidae.

## Разпространение и местообитание
Видът е разпространен в Джибути, Египет, Еритрея, Йемен, Израел, Йордания, Китай, Коморски острови, Острови Кук, Папуа Нова Гвинея, Провинции в КНР, Саудитска Арабия, Соломонови острови, Судан, Тайван и Южна Африка.
Обитава крайбрежията и пясъчните дъна на морета. Среща се на дълбочина около 12 m.